# Мирослав Богосавац
Мирослав Богосавац (рођен 14. октобра 1996. у Сремској Митровици) је српски фудбалер. Игра на позицији левог бека, а тренутно наступа за Ахмат Грозни.

## Клупска каријера
Богосавац је рођен у Сремској Митровици где је играо за локални клуб Сирмиум пре него што је 2008. године дошао у млађе категорије Партизана. Први професионални уговор са Партизаном је потписао 14. августа 2013. године. Ипак није се прикључио првом тиму Партизана, већ је отишао на позајмицу у Телеоптик. У лето 2015. године се прикључио екипи Партизана док је тренер био Зоран Милинковић. Одиграо је два меча у Суперлиги на почетку сезоне, али је већ почетком септембра 2015. поново прослеђен у Телеоптик. У зиму 2016. године Партизан је преузео Иван Томић који је вратио Богосавца у први тим београдских црно-белих. Богосавац је код Томића био стандардан и током пролећног дела сезоне 2015/16. је одиграо 14 утакмица у Суперлиги и још четири у Купу који је Партизан и освојио. Богосавац је и наредну сезону почео као стартер у тиму Партизана, али је након смене Томића и доласка Марка Николића изгубио место у тиму. У фебруару 2017. напушта Партизан и прелази у Чукарички. У фебруару 2020. одлази на позајмицу у руског премијерлигаша Ахмат Грозни. Почетком јула исте године, управа Ахмат Грозног одлучује да откупи уговор Богосавца од Чукаричког.

## Репрезентација

### Млађе категорије
Богосавац је био члан млађих категорија репрезентације Србије. У мају 2017, селектор репрезентације Србије до 21. године Ненад Лалатовић је уврстио Богосавца на коначни списак играча за Европско првенство 2017. године у Пољској. Србија је такмичење завршила већ у групној фази након што је из три меча имала два пораза и један нерешен резултат, а Богосавац није улазио на игру на првенству. Две године касније Богосавац је добио поново прилику да игра на ЕП за младе, након што га је селектор Горан Ђоровић уврстио на коначни списак играча за Европско првенство 2019. године у Италији и Сан Марину. Србија је поново завршила такмичење већ у групној фази, овога пута са три пораза из три утакмице. Богосавац је као стартер одиграо на све три утакмице по 90. минута.

### Сениори
У марту 2019. селектор сениорске репрезентације Србије Младен Крстајић је уврстио Богосавца на списак играча за пријатељске утакмице против Немачке и Португалије. Дебитовао је за репрезентацију Србије 20. марта 2019. у ремију против Немачке у Волфсбургу (1-1).

## Трофеји

### Партизан
- Куп Србије (1) : 2015/16.